# Torrent de l'Oró
El torrent de l'Oró és un torrent que neix prop del llogaret d'El Far (Torrefeta i Florejacs, a la comarca de la Segarra), més amunt de les granges del Tàcies, al clot dels arenals, prop del camí d'El Far a Vicfred, a 549 m. d'altitud; i desemboca al riu Sió a Concabella (Els Plans de Sió), a pocs metres a la dreta del Km. 13 de la carretera L-310 de Tàrrega a Guissona, a 403 m. sobre el nivell del mar. En el seu recorregut, de prop de nou kilòmetres, presenta un desnivell de 146 m, equivalent a un pendent de l'1,6%.
El seu curs discorre pel Fondo de Santa Llúcia a El Far, la partida de Sant Ermini i el Fondo de la Font a El Llor, abans d'arribar a Bellveí, rep per la dreta un petit afluent format per una séquia procedent de la cabana del Barquers, i, ja a Bellveí, rep també per la dreta el torrent de Terrauba que, vorejant la Font i el Molí de Baix, porta les aigües procedents del Pou de Madern, prop de Vicfred, després travessa la carretera L-311 de Cervera a Guissona per arribar a Torrefeta, segueix pel fondo de Les Sorts i les Peixeres, vorejant la masia de la Roureda i el molí del Vidal, recorre el Clot de la Casa Nova, per endinsar-se al terme de Concabella, travessa pel sud de poble, i acaba desembocant al riu Sió.
És un torrent de caràcter estacional: pel que durant el període estival discorre pràcticament sec, i en estació hivernal el seu cabal depèn molt de les pluges.